# Loagré
Loagré est une commune rurale située dans le département de Manni de la province de la Gnagna dans la région de l'Est au Burkina Faso.

## Géographie
Loagré – commune agropastorale à centres d'habitations dispersés – est situé à 6 km à l'Est du chef-lieu du département Manni et de la route nationale 18.

## Santé et éducation
Le centre de soins le plus proche de Loagré est le centre médical de Manni.